# Nederlands kampioenschap shorttrack 2007

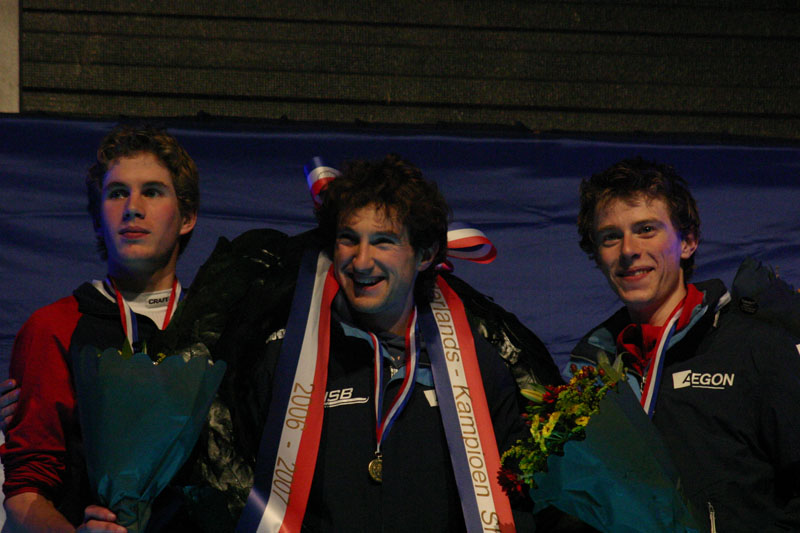
V.l.n.r.: Daan Breeuwsma, Niels Kerstholt, Rudy Koek

Het Nederlands Kampioenschap shorttrack 2007 werd op 25 en 26 februari verreden op De Uithof in Den Haag. Titelverdediger bij de heren senioren was Niels Kerstholt. Bij de dames kon Liesbeth Mau Asam vanwege een blessure haar titel niet verdedigen. Kerstholt prolongeerde zijn titel door in het eindklassement voor Daan Breeuwsma en Rudy Koek. Bij de dames pakte Maaike Vos de titel, voor Ellen Wiegers en Jorien ter Mors.

## Uitslagen

### Heren
|        | Naam              | Club | pnt |
| ------ | ----------------- | ---- | --- |
| Goud   | Niels Kerstholt   | HVHW | 136 |
| Zilver | Daan Breeuwsma    | SCT  | 55  |
| Brons  | Rudy Koek         | YVZ  | 45  |
| 4      | Ingmar van Riel   | YVZ  | 26  |
| 5      | Thomas Mogendorff | GO   | 24  |

### Dames
|        | Naam                 | Club | pnt |
| ------ | -------------------- | ---- | --- |
| Goud   | Maaike Vos           | SCT  | 110 |
| Zilver | Ellen Wiegers        | SCT  | 63  |
| Brons  | Jorien ter Mors      | GO   | 55  |
| 4      | Margriet de Schutter | GO   | 34  |
| 5      | Sanne van Kerkhof    | YVZ  | 29  |

### Junioren
- Junioren B: Sjinkie Knegt / Saskia van Hoeven
- Junioren C: Christiaan Bökkerink / Lara van Ruijven